# サクラメント大都市圏
サクラメント大都市圏（サクラメントだいとしけん、英: Greater Sacramento、公式にはサクラメント・アーデンアーケード・ユバシティ広域都市圏、英: Sacramento–Arden Arcade–Yuba City, CA-NV Combined Statistical Area）は、アメリカ合衆国カリフォルニア州北部の幾つかの都市圏と7郡、およびネバダ州西部の1郡で構成される広域都市圏である。カリフォルニア州の7郡はサクラメント郡、ヨロ郡、エルドラド郡、プレイサー郡、サッター郡、ユバ郡、ネバダ郡であり、ネバダ州の郡はダグラス郡である。サクラメント市がアメリカ合衆国の中でもはっきりとした大都心として浮上し、近接するサンフランシスコ・ベイエリアに通勤する者にとって住宅価格が比較的低いことで、国内でも最も人口成長速度の高い地域の一つになってきた。2000年国勢調査による人口は1,930,857人だったが、2010年国勢調査では2,461,780人となり、過去10年間で人口が27％以上成長した。カリフォルニア州内では第3位、全米では第18位の広域都市圏となっている。
サクラメント大都市圏はカリフォルニア州のセントラルバレーとシエラネバダ山脈、およびネバダ州西部の小地域に入っている。その中心はサクラメント市であり、国内で最も大きな富があり人口も最大、アメリカ合衆国下院に最大数の議員を送るカリフォルニア州の政治的中心、州都の所在地、カリフォルニア州最高裁判所の2番目の所在地であり、最初の大陸横断鉄道ができたときは西の終着駅だった。北アメリカでは最大の山中の湖であるタホ湖や多くのスキー場、リゾート地など自然の景観を誇る場所も含まれている。また世界でも最大級に重要な農業地帯もある。都市圏東部の郡はゴールドカントリーとも呼ばれ、カリフォルニア・ゴールドラッシュが起こった場所である。

## 地域の構成
サクラメント大都市圏は、サクラメント・アーデンアーケード・ローズビル都市圏、ユバ・サッター地域およびトラッキーとガードナービルランチョスの各小都市圏で構成されている。下記の郡が含まれている。
- ダグラス郡 (ネバダ州)
- エルドラド郡 (カリフォルニア州)
- ネバダ郡 (カリフォルニア州)
- プレイサー郡 (カリフォルニア州)
- サクラメント郡 (カリフォルニア州)
- サッター郡 (カリフォルニア州)
- ヨロ郡 (カリフォルニア州)
- ユバ郡 (カリフォルニア州)

## 概観

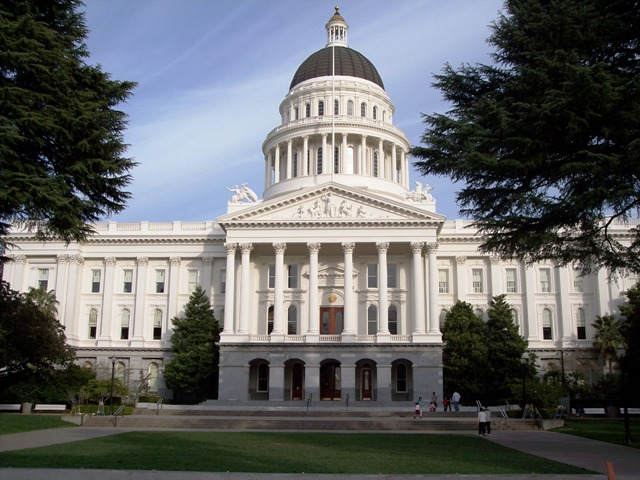
カリフォルニア州会議事堂

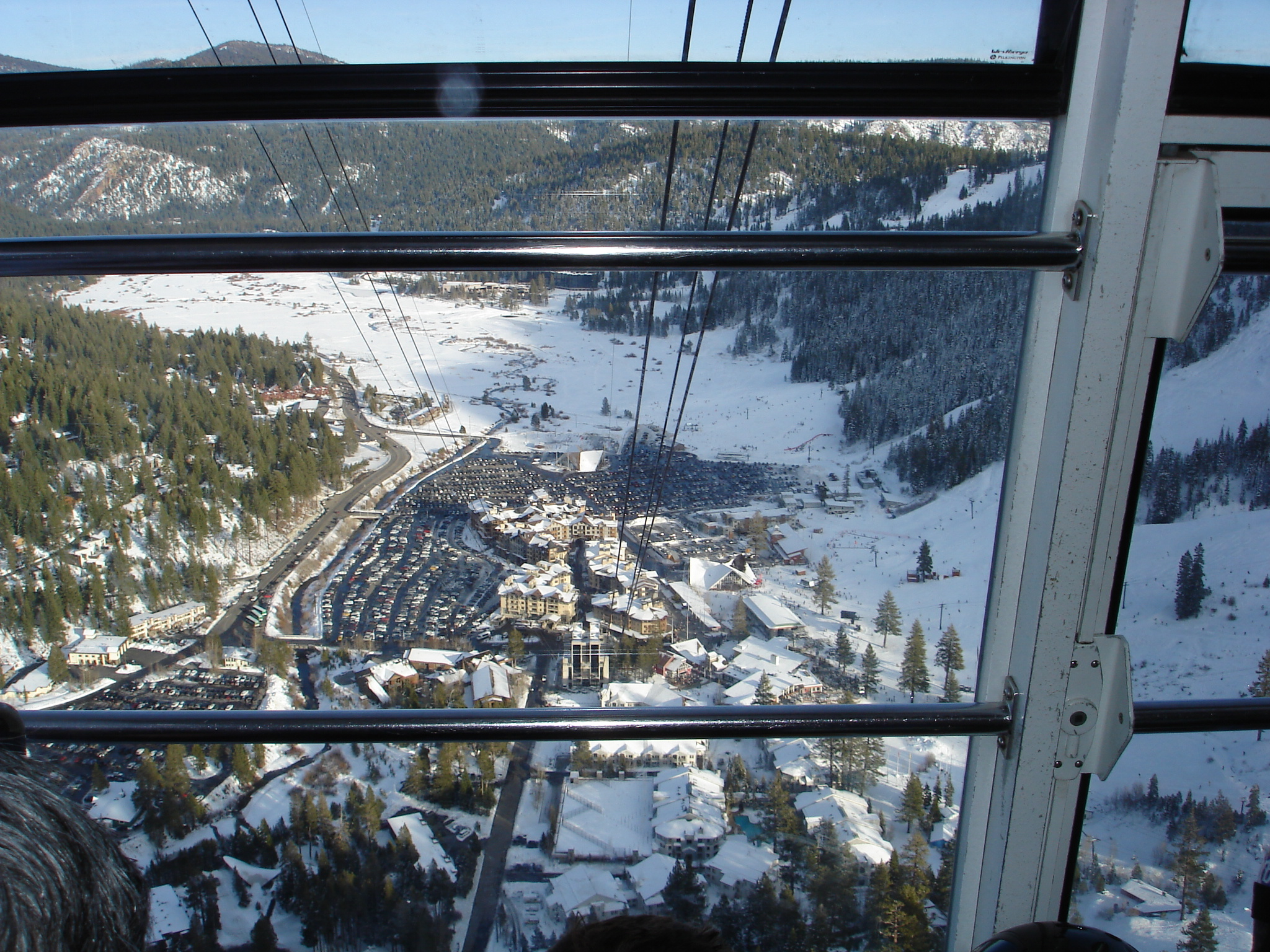
スコーバレー、1960年冬季オリンピックの開催地

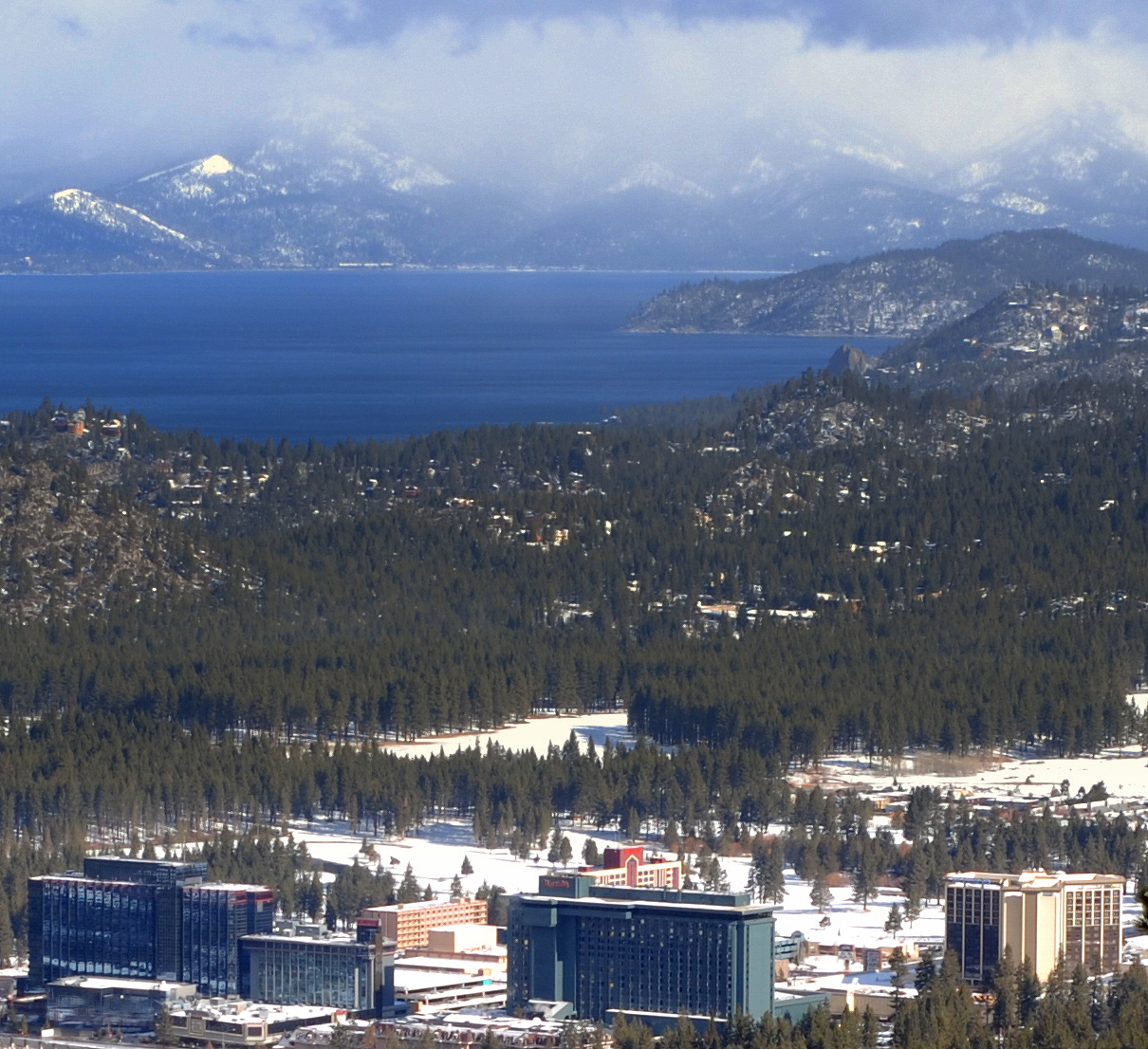
ネバダ州ステートライン、タホ湖岸にある重要なリゾート地

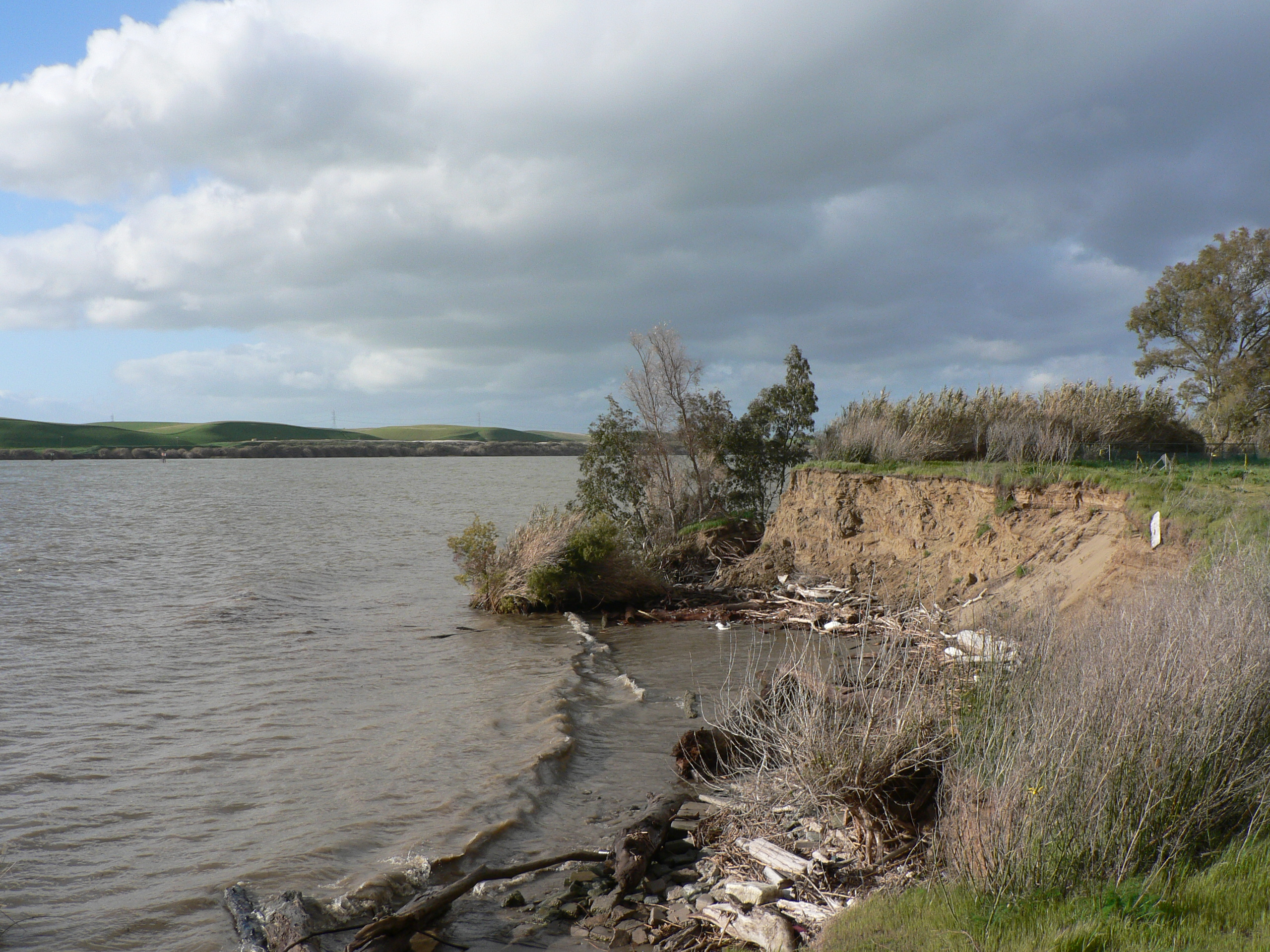
サクラメント川デルタにある入江

サクラメント大都市圏は州内の2つの重要な地域、すなわちセントラルバレーとシエラネバダ山脈に跨っており、サンフランシスコ・ベイエリア、東部およびアップステートの3つの地域とは文化的な影響を受けている。地域内でサクラメント大都市圏という一体感があるなかで、ヨロ郡やサクラメント郡はサンフランシスコ・ベイエリアの影響も強く受けている。ユバ・サッター地域はアップステートの影響を受け、東側の郡は東部の影響を受けている。サクラメント大都市圏として形作られる現象が増すと、サクラメント市とその都市圏が拡張を続けているので都市スプロール現象も拡大している。成長の大きな原因の1つはサンフランシスコ・ベイエリアの高い生活費であり、ヨロ郡やサクラメント郡から通勤する者が増えている。またサクラメント市が成長してその生活費もあがると、さらに周辺の郡部から通勤する者がまた増加している。地方や州の政府は森林や未開発空間の破壊を防止することに努め、サクラメントがロサンゼルス大都市圏のようなスプロール危機に直面する前に拡大を抑制しようとしている。
サクラメント大都市圏の中でサクラメント市が最大の都市であり、人口は47万人に近く、カリフォルニア州内で第6位、全米で第35位となっている。1879年以来州都であり、州の歴史の中で重要な役割を果たしてきた。金がコロマのサッターズミル近くで発見されたとき、サンフランシスコからシエラネバダ山脈の金鉱原に向かう移民によってサクラメントは急成長する町になった。サンフランシスコのように北カリフォルニアにおける金融や文化の中心にはならなかったが、最初の大陸横断鉄道ができた後、サクラメント市は北カリフォルニアだけでなく西海岸の交通では最大の中心地となった。今日のサクラメント市は北アメリカでも最大の鉄道中継点であり続け、その鉄道駅は国内でも最大級に利用客数が多い。2002年の雑誌「タイム」は、サクラメント市をアメリカで最も多様で統合された都市であると認める記事を載せた。州政府と連邦政府による雇用が市内最大の雇用量を維持しており、市政委員会は州の機関が市外に出て行かないようかなりの努力をしている。サクラメント郡内のサクラメント市以外の部分は概して郊外地であり、その労働人口の大半はサクラメント市中心街に通勤しており、幾らかはサンフランシスコ・ベイエリアにも通勤している。
ヨロ郡はベッドタウンとして機能しており、その労働人口の大半はサンフランシスコ・ベイエリアかサクラメント市に通勤しているが、ここにはカリフォルニア大学デービス校がある。これはカリフォルニア大学システムの中では最も北にあり、サクラメント大都市圏では唯一のカリフォルニア大学キャンパスである。エルドラド郡とプレイサー郡がサクラメント大都市圏の中核部に属しており、またシエラネバダ山脈の麓丘陵部と山岳部が入っている。両郡の西部はサクラメント市のベッドタウンであり、東部はタホ湖に接し、多くのスキー場がある他、サウスレイクタホのような町はヘブンリー山リゾートの中にあって、冬はもちろん夏のキャンプやリゾート地として人気がある。プレイサー郡は金だけでなくその他の鉱物や花崗岩の重要な鉱業地帯だった。また郡内の町オリンピックバレー（スコーバレー）は1960年冬季オリンピックの開催地であり、現在までカリフォルニア州と西海岸では唯一冬季オリンピックを開催した町であり、またオリンピックを開催した町として最小でもある。
ユバ・サッター地域はユバ郡とサッター郡で構成され、主に農業地帯だが南部は郊外地の性格が強い。ユバシティには世界最大のドライフルーツ加工工場を所有するサンスウィート・グロワーズ社がある。ネバダ郡はエルドラド郡やプレイサー郡と同様にタホ湖に接しており、ボリアル山リゾートなど多くのスキー場があるが、両郡よりも田園的性格が強く、重要な鉱業地帯でもある。郡内にはドナー記念州立公園がある。ここは1846年から1847年に掛けてカリフォルニアを目指していたドナー隊が、お粗末な装備のせいもあって冬の嵐に閉じ込められて不幸な結果になった場所である。ダグラス郡はサクラメント大都市圏の中にある唯一のネバダ州の郡であり、カリフォルニア州内の大都市圏に入っているカリフォルニア州に属さない唯一の郡でもある。ダグラス郡をサクラメント大都市圏に加えたのは、大都市圏がその域をこえて成長した最近のことであり、ネバダ州西部の郡部はサクラメント市とカリフォルニア州およびその文化の影響を強く受け続けている。ネバダ州西部が漸次カリフォルニア化していることは、北カリフォルニアの拡張するメガロポリス理論によるものである。これはロサンゼルス大都市圏からサクラメント大都市圏にまで拡がり、サンフランシスコ・ベイエリアとフレズノ都市圏を含むメガロポリスの一部であると考えられ、ニューヨーク市、フィラデルフィア市およびワシントンD.C.を含む北東部メガロポリスと類似した都市概念である。ダグラス郡にはタホ湖のリゾート地やカジノがあり、サクラメント市やリノ市の郊外周縁部でもある。

## 地理と気候

### 地理
サクラメント大都市圏の西半分は国内で最も重要な農業地帯の一つであるセントラルバレーに入っている。シエラネバダ山脈とその麓丘陵部が東半分となっている。ヨロ郡には大規模な洪水制御池がある。サクラメント川とアメリカン川が主要河川であり、サクラメント川デルタを抜ける水路によってサンフランシスコ湾に繋がる水深の深い港を造っている。針葉樹とオークの多い森林がシエラネバダ山脈やタホ湖地域にある。

### 気候
サクラメント市とそのバレーは地中海性気候（ケッペンの気候区分Csa）にあり、降水量がそこそこある地域から多い地域まである冬と、乾燥した夏が特徴である。雨季は概して10月から4月までである。夏の暑さはサンフランシスコ湾からサクラメント・サンホアキン川デルタを抜けて吹いてくる「デルタ・ブリーズ」と呼ばれる海風で和らげられることが多い。地域全体共通で1月が最も寒い月であり、タホ湖では日中の平均最高気温が 41.0°F (5.0℃)、夜間の平均最低気温が 15.1°F (−9.4℃) となる。サクラメント大都市圏の東部では温度変化が大きく、8月の 90°F (32.2℃) もあれば、冬季には氷点下になる。標高の高い地域では氷点になることが毎月のように記録される。サクラメント市などバレーの標高が低い地域の冬は氷点下になることがよくあるが、降雪は希であり、地表に達したときに融けてしまうのが通常である。標高の高い地域では冬季に吹雪が起こりやすい。

## 都市と町

### 法人化自治体
| - 人口40万人以上の自治体 - サクラメント - 人口10万人以上20万人までの自治体 - エルクグローブ - ローズビル - 人口5万人以上10万人までの自治体 - シトラスハイツ - デイビス - フォルソム - ランチョコルドバ - ロックリン - ウッドランド - ウェストサクラメント - ユバシティ | - 人口1万人以上5万人までの自治体 - オーバーン - ゴルト - グラスバレー - リンカーン - メアリーズビル - プラサービル - サウスレイクタホ - トラッキー - 人口1万人未満の自治体 - コルファクス - アイルトン - ライブオーク - ルーミス - ミンデン（ネバダ州） - ホィートランド - ウィンターズ |

### 国勢調査指定地域
| - アルタシエラ - アーデンアーケード - ビール空軍基地 - チャレンジ・ブラウンズビル - キャメロンパーク - カーマイケル - ダイアモンドスプリングス - ドラーポイント - エルドラドヒルズ - エスパート - フェアオークス - フローリン - フットヒルファームズ - フォレストヒル - ガードナービル（ネバダ州） - ガードナービルランチョス（ネバダ州） - ジョージタウン - ゴールドリバー - グラナイトベイ - インディアンヒルズ（ネバダ州） - ジョンソンレーン（ネバダ州） - キングスビーチ - キングスベリー（ネバダ州） - ラリビエラ - レイク・オブ・ザ・パインズ - レイクワイルドウッド | - ラグナ - リンダ - ロマリカ - メドウビスタ - ノースオーバーン - ノースハイランズ - オリーブハースト - オレンジベール - パークウェイ・サウスサクラメント - ペンバレー - ポロックパインズ - ランチョマリエータ - リオリンダ - ローズモント - シングルスプリングス - ステートライン（ネバダ州） - サウスユバシティ - サニーサイド・タホシティ - サッター - タホビスタ - ティエラブエナ - ビニヤード - ウォルナット・グローブ - ウィルトン - ゼファーコーブ・ラウンドヒルビレッジ（ネバダ州） |

## 人口動態
以下は2000年の国勢調査による人口統計データである。
| 基礎データ - 人口: 1,796,857人 - 世帯数: 665,298世帯 - 家族数: 445,753家族 人種別人口構成 - 白人: 70.0% - アフリカン・アメリカン: 7.1% - ネイティブ・アメリカン: 1.1% - アジア人: 9.0% - 太平洋諸島系: 0.5% - その他の人種: 7.2% - 混血: 5.2% - ヒスパニック・ラテン系: 15.5% | 収入と家計（2007年推計） - 収入の中央値 - 世帯: 48,401米ドル - 家族: 57,112米ドル - 性別 - 男性: 43,572米ドル - 女性: 31,889 米ドル - 人口1人あたり収入: 23,508米ドル |

## 交通

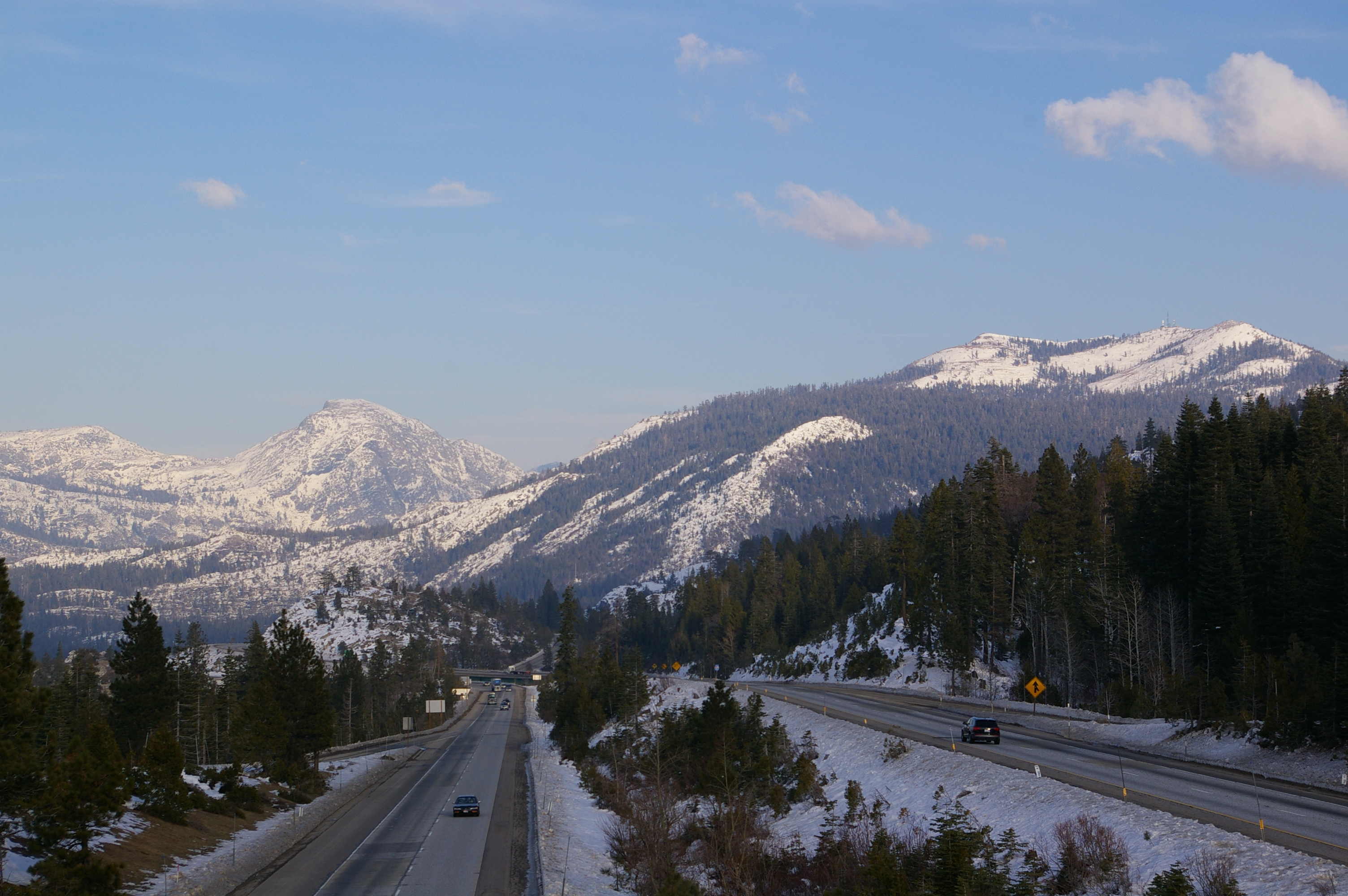
州間高速道路80号線、冬季のネバダ州境近く

サクラメント大都市圏はサンフランシスコ・ベイエリアとネバダ州境との中間にあるために、北カリフォルニアで交通の重要点となっている。ロサンゼルス大都市圏やサンフランシスコ・ベイエリアのような大都市圏と比べて広範な公共輸送機関が無いが、その歴史の初期には大量輸送機関が発達し、また高速道路網も発達している。

### 高速道路と高規格道路
地域には多くの高規格道路が走っている。5つの高規格道路が「キャピタルシティ・コリダー」に集まり、サクラメント市中心街に直接行くことができる。主要高速道路は州間高速道路80号線、同5号線、アメリカ国道50号線およびカリフォルニア州道99号線であり、それぞれタホ地域北部、同南部およびバレーに通じ、州間高速道路80号線産業道路とともにキャピタルシティ・コリダーを形成している。サクラメント市中心街の外では、各地域に通じる主要道が1本ずつあり、また小さな州道もある。サクラメント大都市圏の高速道路と高規格道路は次の通りである。
| - 州間高速道路80号線 - 州間高速道路5号線 - 州間高速道路505号線 - アメリカ国道50号線 - アメリカ国道395号線 - 州間高速道路80号線産業道路 - カリフォルニア州道99号線 - カリフォルニア州道12号線 - カリフォルニア州道16号線 - カリフォルニア州道20号線 - カリフォルニア州道28号線 | - カリフォルニア州道45号線 - カリフォルニア州道49号線 - カリフォルニア州道65号線 - カリフォルニア州道70号線 - カリフォルニア州道89号線 - カリフォルニア州道104号線 - カリフォルニア州道113号線 - カリフォルニア州道128号線 - カリフォルニア州道160号線 - カリフォルニア州道174号線 - カリフォルニア州道193号線 | - カリフォルニア州道220号線 - カリフォルニア州道244号線 - カリフォルニア州道267号線 - ネバダ州道28号線 - ネバダ州道88号線 - ネバダ州道206号線 - ネバダ州道207号線 - ネバダ州道208号線 - ネバダ州道756号線 - ネバダ州道757号線 - ネバダ州道759号線 |

### 鉄道
サクラメント市はミシシッピ川より西では最大の鉄道中継点であり、最初の大陸横断鉄道ではオークランドに延伸されるまで西の終着駅だった。サクラメント駅はオールド・サクラメント近くにあって、地域最大の駅であり、アムトラックのコースト・スターライト、カリフォルニア・ゼファー、サン・ホアキン、キャピトル・コリドーおよび連絡バスアムトラック・スルーウェイの各路線が通っている。アムトラックの停車駅としてはサクラメントの他にデイビス、ローズビル、ロックリン、オーバーン、コルファクスおよびトラッキーにある。
市内交通では、サクラメント地域交通局が運行するブルーライン、ゴールドライン、グリーンラインを合わせた全長69キロメートルのライトレール3線がサクラメント市と郊外を結んでいる。

### 空路
地域の主要空港はサクラメント市中心街北にあるサクラメント国際空港である。他にサクラメント・マザー空港、サクラメント・エグゼクティブ空港およびミンデン・タホ空港が一般用途に供している。リノ市にあるリノ・タホ国際空港はサクラメント国際空港よりもタホ湖へのアクセスが良い。国内国外の広い範囲の目的地に行くにはサンフランシスコ国際空港に行く必要がある。サンフランシスコ国際空港は北カリフォルニアでは最大、国内第10位の空港である。

### バス
サクラメント大都市圏には地域とリノやサンフランシスコ・ベイエリアとを繋ぐ広範なバス運行体系がある。サクラメント地域交通局がサクラメント郡内で、ヨロバスが郡内でバス便を運行し、サクラメント市中心街とベイエリアのソラノ郡北部とも繋いでいる。エルドラド郡交通はエルドラド郡とサクラメント市中心街およびその西側郊外を繋いでいる。プレイサー郡交通とローズビル交通はサクラメント市との接続便を運行している。ユバ・サッター交通はユバ・サッター地域内のバス便と週日のサクラメント市中心街直行便を運行している。ゴールドカントリーステージとタホ地域急行はネバダ郡内のバス便を運行し、オーバーンを経てサクラメント市への接続便も運行している。グレイハウンドとアムトラックはサクラメント大都市圏に至る長距離バスを運行している。

## 高等教育

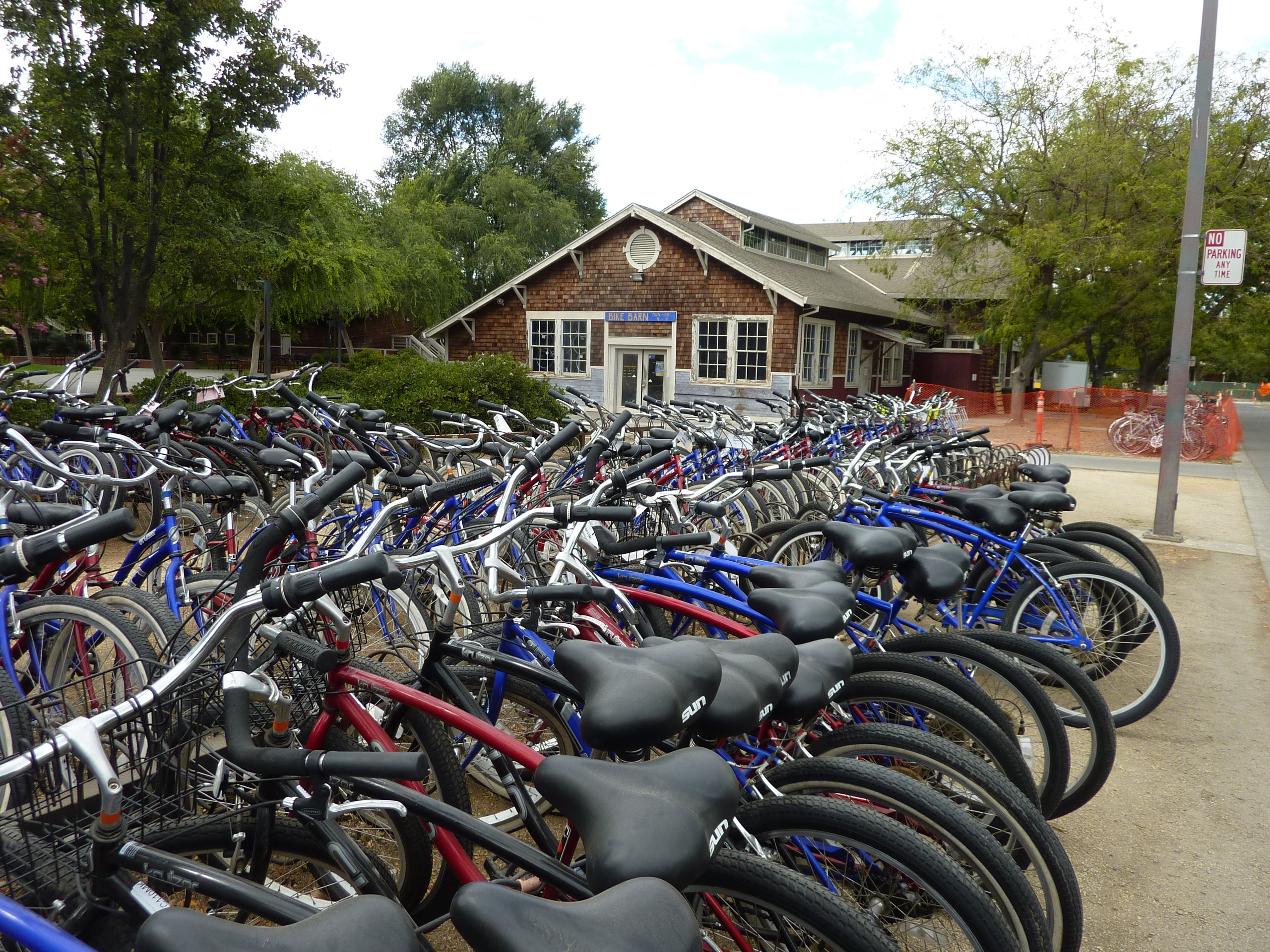
UCデイビスの自転車置場

地域内には広範な高等教育があり、カリフォルニア大学システムの中では最北のUCデイビスがあり、他にもコミュニティ・カレッジが幾つかある。
カリフォルニア大学
- カリフォルニア大学デイビス校

カリフォルニア州立大学
- カリフォルニア州立大学サクラメント校

コミュニティ・カレッジ
- アメリカン川カレッジ
- コシューミー川カレッジ
- フォルサム湖カレッジ
- タホ湖コミュニティ・カレッジ
- サクラメント市カレッジ
- シエラカレッジ
- ウッドランド・コミュニティ・カレッジ
- ユバ・カレッジ

私立大学
- アライアント国際大学
- カリフォルニア美術大学、サクラメント市
- ドレクセル大学サクラメント校
- インターナショナル・アカデミー・オブ・デザイン・アンド・テクノロジー、サクラメント市
- リンカーン法学校サクラメント校
- マックジョージ法学校
- ナショナル大学
- 北カリフォルニア大学ロレンソ・パティニョ法学校
- サクラメント大学
- ウィリアム・ジェサップ大学

## 政治
サクラメント大都市圏はカリフォルニア州都があることに加えて、政治的に競合のある地域であり、地域全体で過半数を制する主要政党は無い。ヨロ郡とサクラメント郡は民主党の強い地盤である海岸部に属するサンフランシスコ・ベイエリアに近いために、最近の2008年アメリカ合衆国大統領選挙でも民主党が過半数を制したように、民主党多数派の地域になっている。エルドラド郡、プレイサー郡、ユバ郡、サッター郡およびダグラス郡は共和党が強いのに対し、ネバダ郡は歴史的に共和党候補者が強かったにも拘わらず、大都市圏の二大政党間の競合状況を反映しており、また2008年の大統領選挙では民主党が過半数を取った。

## スポーツ

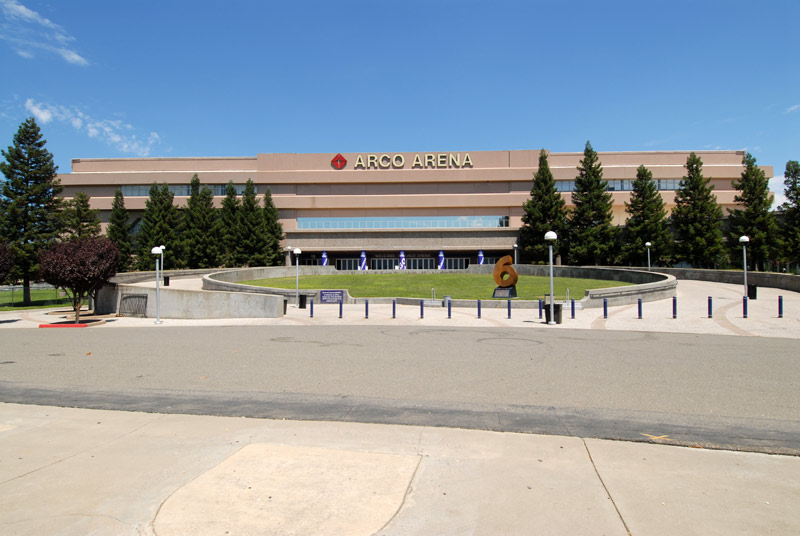
アルコ・アリーナ、サクラメント大都市圏で唯一のプロスポーツチームサクラメント・キングスの本拠地

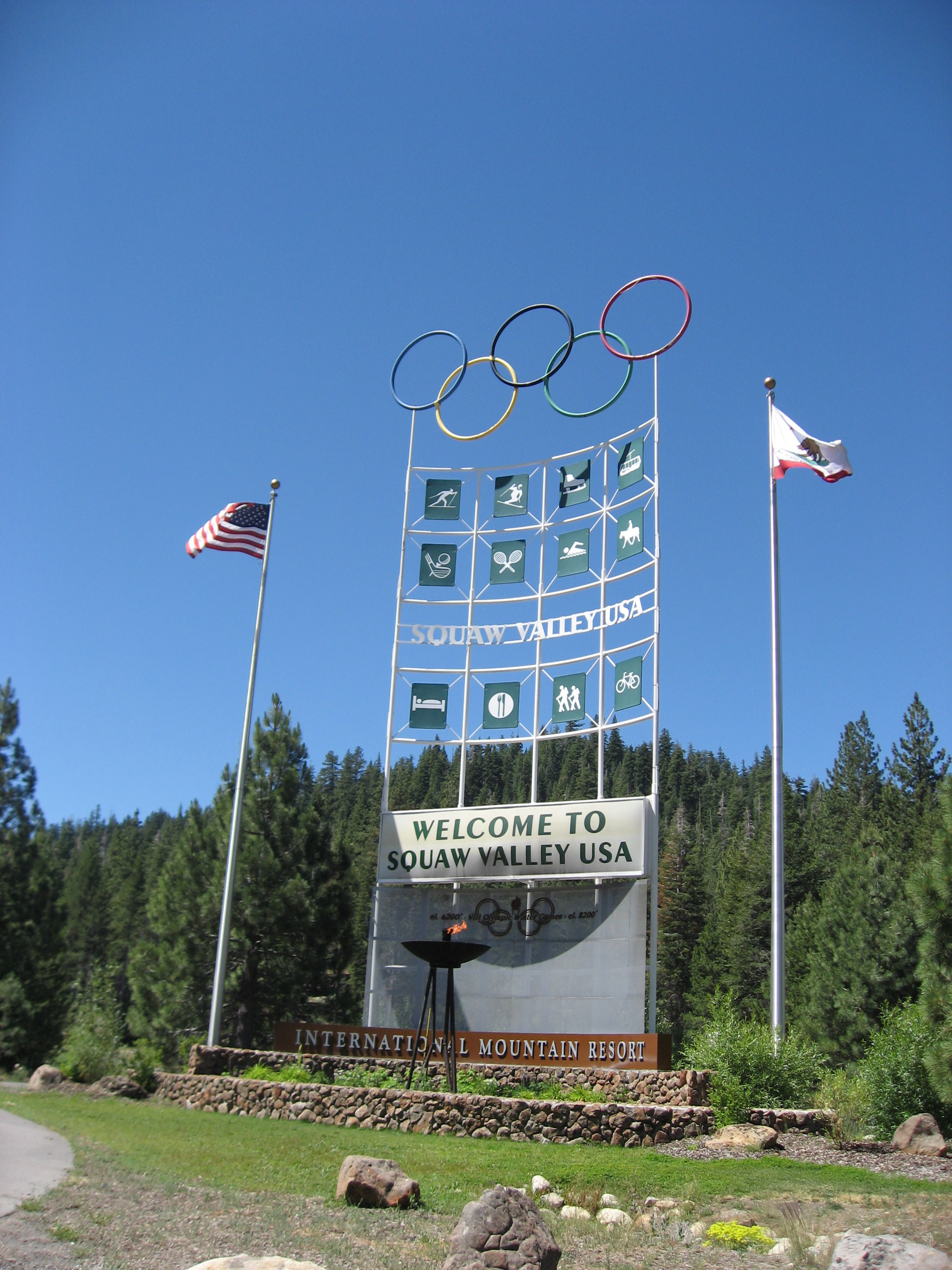
スコーバレー・オリンピックの表示

北米4大プロスポーツリーグの中でサクラメント大都市圏に本拠地を置くのは、サクラメント市のアルコ・アリーナを本拠地とするNBAのサクラメント・キングスのみである。姉妹チームのWNBAサクラメント・モナークスもアルコ・アリーナを本拠地としていたが、そのオーナーがチームの所有を諦め、サンフランシスコあるいはオークランドへの移転が失敗した後にチームを畳んだときまで、WNBAの中でも成績の良いチームだった。サクラメント大都市圏にあるスコーバレーはカリフォルニア州と西海岸では唯一冬季オリンピックを開催した町であり、ロサンゼルス市以外のカリフォルニア州で唯一オリンピックを開催した場所である。
| チーム名               | スポーツ         | リーグ | 競技場           |
| ---------------------- | ---------------- | ------ | ---------------- |
| サクラメント・キングス | バスケットボール | NBA    | アルコ・アリーナ |

NCAA ディビジョンI カレッジ・スポーツ
- サクラメント・ステート・ホーネッツ（カリフォルニア州立大学サクラメント校）
- UC デイビス・アジーズ（カリフォルニア大学デービス校）